# Iwan Jurjewitsch Tatischtschew
Iwan Jurjewitsch Tatischtschew (russisch Иван Юрьевич Татищев; * 1652 in Moskau; † 1730 in Nowgorod) war ein russischer Schiffbauunternehmer.

## Leben
Tatischtschew stammte aus einer alten Adelsfamilie. Sein Vater Juri Stepanowitsch Tatischtschew wurde 1736 in den Moskauer Adel aufgenommen, diente 1646–1647 in Liwny und Belgorod im Regiment des Fürsten Nikita Iwanowitsch Odojewski, nahm 1654–1656 an den litauischen Feldzügen teil, diente 1659–1660 im Regiment des Fürsten Alexei Nikititsch Trubezkoi und starb 1665.
Iwan Tatischtschew trat mit 16 Jahren in den Militärdienst. 1673 heiratete er Ustinja Iwanowna Nogina. Während des Russisch-Türkischen Krieges (1676–1681) nahm er als Moskauer Adliger 1678–1679 am Tschigirin-Feldzug teil. Während des Russisch-Türkischen Krieges (1686–1700) nahm er 1687 am ersten Krimfeldzug teil.
1689 wurde Tatischtschew Woiwode in Kaschin und diente dann in Rylsk als Anwalt im Regiment des Bojaren Alexei Semjonowitsch Schein. 1690 wurde Tatischtschew zum Seneschall ernannt. 1692 heiratete er in zweiter Ehe Fürstin Jewdokija Iwanowna Putjatina geborene Anitschkowa. Im Februar und März 1696 wachte er am Sarg Iwans V.
Im Frühjahr 1698 wurde Tatischtschew zum Nowgoroder Woiwoden Pjotr Matwejewitsch Apraxin an die schwedische Grenze geschickt. In Narwa, Reval und Nyenschanz warb er ausländische Schiffbaumeister für die Werft in Asow an. 1700 nahm er am Narwa-Feldzug teil, in dessen Verlauf Peter I. sich auf Tatischtschews Landsitz Peleschok im Ujesd Gdow aufhielt.
1701 erhielt Tatischtschew mit Ukas Peters I. den Befehl, 600 Barken zu bauen für den Transport der Truppen mit Material und Proviant auf den Flüssen Wolchow und Luga nach Narwa. Er organisierte die Versorgung mit Bauholz und den Bau der Barken und leitete ihren Einsatz während des Narwa-Feldzugs. Auf der Werft an der Luga oberhalb von Jamburg wurden Barken, Galeeren, Halbgaleeren, Brigantinen und sonstige Schiffe für die Ruder-Escadra der Baltischen Flotte im Nordischen Krieg gebaut. Im Januar 1702 beauftragte Peter I. Tatischtschew, eine neue Werft an der Sjas oder an der Pascha zu bauen, und ordnete ihm 12 Nowgoroder Adlige bei. Zur Abwehr feindlicher Kräfte auf dem Ladogasee sollten 6 Kriegsschiffe mit je 18 Kanonen gebaut werden. Damit gründete Tatischtschew nach sorgfältiger Prüfung der geographischen Gegebenheiten und der Wasserverhältnisse in Olonez und Sjasstroi die beiden ersten Werften für den Bau der Kriegsschiffe für die Baltische Flotte. Im Mai 1702 legte in der Sjasstroier Werft der niederländische Schiffszimmermann Wouter Wouterson von Kol zwei Zweimast-Fregatten auf Kiel, die aufgrund der schlechten Holzqualität wenig seetüchtig waren und 1705 als Brander untergingen. Im Dezember 1702 wurden zwei weitere Fregatten auf Kiel gelegt, die am Nordischen Krieg teilnahmen. Tatischtschew beteiligte sich am Bau der ersten Schiffe, lernte schnell von den ausländischen Schiffbauern und baute dann selbst verschiedene Schiffe, als erstes eine Zweimast-Lotsen-Galiot, dann zwei Scampavejas (ital. scampa via) und andere kleine Schiffe und Schaluppen.
1703 wurde Tatischtschew zum Woiwoden und Verwalter der Regierungskammer in Nowgorod ernannt und blieb es bis 1706. Er führte weiter die Geschäfte der Sasstroier Werft und leitete weiter den Schiffbau auf den Werften an Luga und Wolchow. Als in St. Petersburg die Admiralität eingerichtet wurde, leitete er dort die Versorgung mit Eichen und anderem Holz. 1706–1708 untersuchte er die Ufer der Newa und beschrieb die angrenzenden Wälder. Er gehörte als Schaluppenbauer zum Personal der Admiralität. 1708 war er an der Abwehr des Angriffs der Schweden auf St. Petersburg beteiligt. 1712 überwachte er den Bau von 50 Scampavejas an Luga und Wolchow.
1721 wurde Tatischtschew aus Gesundheitsgründen aus dem Dienst entlassen. Er lebte in Nowgorod und wurde auf dem städtischen Friedhof begraben. Aus seiner zweiten Ehe hinterließ er die Kinder Wassili Iwanowitsch (* 1698), Irina Iwanowna, die Semjon Chwostow heiratete, und Agafja Iwanowna. Tatischtschews Nichte Feodosja Fjodorowna (1695–1740) heiratete den Diplomaten Iwan Iwanowitsch Nepljujew.